# Джо Дарбі
Сержант Джозеф М. Дарбі (нар. 1979) — колишній резервіст армії США, відомий як інформатор у скандалі з тортурами і знущаннями над в'язнями в Абу-Грейб. Дарбі закінчив середню школу North Star неподалік від свого рідного міста Дженнерс, штат Пенсільванія.
У той час Дарбі служив у військовій поліції у в'язниці Абу-Грейб в Абу-Грейб, Ірак. Дізнавшись про насильство, Дарбі був першим, хто вжив заходів, щоб сповістити військове командування США.

## Викриття зловживань в Абу-Грейб
У січні 2004 року Дарбі передав два компакт-диски з фотографіями спеціальному агенту Тайлеру Пірону з командування кримінальних розслідувань армії США, який перебував у в’язниці Абу-Грейб, що стало приводом для розслідування, в результаті якого було встановлено причетність кількох солдатів до порушення Женевських конвенцій. Дарбі спочатку хотів залишитися невідомим, і його запевнили в анонімності —  він і всі причетні служили в 372-й роті військової поліції, але про нього дізнались, коли Нью-Йоркер оприлюднив його ім'я, а пізніше Дональд Рамсфелд назвав його ім'я під час слухань у Сенаті. Це призвело до переслідувань і погроз смерті на його адресу і його сім'ї, в результаті чого вони були взяті під охорону армією США. Дарбі мучився протягом місяця, але зрештою вирішив викрити своїх колишніх друзів, пояснивши, чому він це зробив: «Це порушувало все, у що я особисто вірив, і все, чого мене вчили про правила війни». Він знав Лінді Інгланд, одну з найвідоміших підозрюваних, ще з часів базової підготовки. Він засвідчив, що отримав фотографії від Чарльза Грейнера, іншого солдата на фотографіях.

### Реакція
Громада, в якій жили Дарбі та його дружина Бернадетт у Меріленді, не надто схвально сприйняла це викриття. Їх уникали друзі та сусіди, їхнє майно зазнало вандалізму, а самі вони зараз перебувають під охороною військових у невідомому місці. Бернадетт сказала: «Ми не отримали тієї реакції, на яку розраховували. Люди були, вони були злі, казали, що він ходячий мрець, що він ходить з мішенню на голові. Було страшно».
З іншого боку, CBS повідомляє, що колишні сусіди з одного з будинків його дитинства в Пенсильванії пишалися ним. Дарбі також розповів, що після розголосу солдати з його підрозділу потиснули йому руку.

### Визнання
7 травня 2004 року ведучий Пітер Дженнінґс назвав Дарбі «Людиною тижня» в програмі ABC World News Tonight, а в грудні 2004 року він був обраний одним із трьох «Людей року» за версією ABC News. Андерсон Купер  розповів про нього та взяв інтерв'ю 10 грудня 2006 року в ефірі програми 60 хвилин (сегмент повторно вийшов в ефір 24 червня 2007 року).
16 травня 2005 року Дарбі отримав нагороду Джона Ф. Кеннеді «За мужність» на знак визнання його мужності у викритті зловживань в Абу-Грейб.
Дарбі також отримав особистого листа від Дональда Рамсфелда з проханням припинити розмови про те, як Рамсфельд розкрив його особу, незважаючи на запевнення військового командування в анонімності.